# Boxberg (Wuppertal)
Boxberg ist eine Ortslage im Stadtteil Ronsdorf der bergischen Großstadt Wuppertal. Sie ist aus einem mittelalterlichen Hof hervorgegangen.

## Lage und Beschreibung
Die Ortslage liegt im Süden des Wohnquartiers Schenkstraße an der Stadtgrenze zu Remscheid im Stadtbezirk Ronsdorf auf einer Höhe von 268 m ü. NHN. Der Bach Kottsiepen mündet bei Boxberg in den Leyerbach.

## Etymologie und Geschichte
Der Name Boxberg setzt sich aus der Bezeichnung für Buchen und Berg zusammen, hat also die Bedeutung Buchenberg.
Die Hofschaft wurde erstmals im Jahr 1312 urkundlich erwähnt. In der frühen Neuzeit gehörte sie zu der Honschaft Erbschlö im bergischen Amt Beyenburg. 1710 sind in Boxberg vier Wohnplätze belegt, Boxberg ist zu dieser Zeit Titularort der Boxberger Rotte. Auf der Topographia Ducatus Montani des Erich Philipp Ploennies aus dem Jahre 1715 ist der Hof als Bocksberg verzeichnet. 1728 wird eine lutherische Winkelschule am Boxberg erwähnt.
Auf der Topographischen Aufnahme der Rheinlande von 1824 ist der Ort als Bocksberg und auf der Preußischen Uraufnahme von 1843 als Boxberg verzeichnet.
1832 gehörte Boxberg weiter zur Boxberger Rotte des ländlichen Außenbezirks der Stadt Ronsdorf. Der laut der Statistik und Topographie des Regierungsbezirks Düsseldorf als Weiler kategorisierte Ort besaß zu dieser Zeit fünf Wohnhäuser und ein landwirtschaftliches Gebäude. Zu dieser Zeit lebten 42 Einwohner im Ort, neun katholischen und 33 evangelischen Glaubens. Im Gemeindelexikon für die Provinz Rheinland von 1888 werden fünf Wohnhäuser mit 41 Einwohnern angegeben.
Vom Beginn des 19. Jahrhunderts bis 1910 befand sich am Leyerbach bei Boxberg der Hordenbachskotten, ein Schleifkotten, der auch Kratzkotten genannt wurde.